# Paravespa bonellii
Paravespa bonellii är en stekelart som först beskrevs av Giordani Soika 1982.  Paravespa bonellii ingår i släktet Paravespa och familjen Eumenidae. Inga underarter finns listade i Catalogue of Life.